# Doliops bakeri
Doliops bakeri es una especie de escarabajo del género Doliops, familia Cerambycidae. Fue descrita científicamente por Heller en 1924.
Habita en Filipinas. Los machos y las hembras miden aproximadamente 11,5 mm.